# Lucio Cornelio Sila (cónsul 5 a. C.)
Lucio Cornelio Sila  fue un político romano del siglo I a. C. perteneciente a la gens Cornelia.

## Familia
Sila fue miembro de los Cornelios Silas, una rama patricia de la gens Cornelia. Fue probablemente nieto de Publio Cornelio Sila  y padre de un senador expulsado de la Cámara en tiempos de Tiberio.

## Carrera pública
Fue septemvir epulonum, pretor y cónsul en el año 5 a. C. con Augusto de colega. Quizá estaba todavía vivo a comienzos del reinado de Claudio.